# Мархевкі (Вармінсько-Мазурське воєводство)
Мархевкі (пол. Marchewki, нім. Bergfelde) — село в Польщі, у гміні Простки Елцького повіту Вармінсько-Мазурського воєводства.
Населення — 25 осіб (2011).

## Демографія
Демографічна структура станом на 31 березня 2011 року:
|          | Загалом | Допрацездатний вік | Працездатний вік | Постпрацездатний вік |
| -------- | ------- | ------------------ | ---------------- | -------------------- |
| Чоловіки | 16      | 4                  | 12               | 0                    |
| Жінки    | 9       | 1                  | 8                | 0                    |
| Разом    | 25      | 5                  | 20               | 0                    |